# Brajkovac (Prijepolje)
Brajkovac (em cirílico: Брајковац) é uma vila da Sérvia localizada no município de Prijepolje, pertencente ao distrito de Zlatibor. A sua população era de 63 habitantes segundo o censo de 2011.

## Demografia
| 1948 | 1953 | 1961 | 1971 | 1981 | 1991 | 2002 | 2011 |
| ---- | ---- | ---- | ---- | ---- | ---- | ---- | ---- |
| 297  | 324  | 327  | 303  | 247  | 145  | 87   | 63   |